# Лейкуд
 Тази статия е за града в Колорадо, САЩ.  За града в щата Вашингтон вижте Лейкуд (Вашингтон).  
Лейкуд (на английски: Lakewood) е град в щата Колорадо, САЩ. Лейкуд е с население от 144 126 жители (2000) и обща площ от 110,10 км² (42,50 мили²). Лейкуд е основан през 1889 г., а получава статут на град през 1969 г.

## Побратимени градове
- Портсмът (Великобритания)
- Честър (Великобритания)